# Paradoxides
Il paradosside (gen. Paradoxides) è un artropode estinto appartenente ai trilobiti. Visse principalmente nel Cambriano medio (circa 505 milioni di anni fa) e rappresenta uno dei trilobiti più primitivi. I suoi fossili sono stati ritrovati in Europa, Africa del Nord e Nordamerica (regione degli Appalachi).

## Descrizione
Questo animale fu uno dei primi trilobiti a raggiungere dimensioni ragguardevoli; molti esemplari erano lunghi una ventina di centimetri, e alcuni rari fossili testimoniano l'esistenza di animali lunghi quasi mezzo metro. La maggior parte degli esemplari, però, era lunga circa dieci centimetri. Il cephalon era piuttosto ingrossato, e la struttura centrale (glabella) era globulare e solcata da striature notevoli. Gli occhi erano arretrati rispetto alla glabella; ai lati del cephalon erano presenti due strutture (spine genali) lunghe e robuste, che si proiettavano all'indietro. Il torace era costituito da un numero di segmenti variabili da 16 a 21, e i lobi esterni (pleure) terminavano in spine orientate obliquamente all'indietro. Queste spine erano più allungate nella parte posteriore, e le ultime due oltrepassavano il margine posteriore del pigidio, che era spinoso anch'esso e di piccole dimensioni.

## Classificazione
Il paradosside è un tipico rappresentante dell'ordine Redlichiida, il gruppo più antico e primitivo di trilobiti. La famiglia Paradoxididae è probabilmente derivata da quella degli Olenellidae, caratterizzata generalmente da animali di dimensioni più ridotte (come Olenellus).

## Indicatore paleogeografico
I fossili di paradosside sono importanti indicatori paleogeografici, in quanto si rinvengono esclusivamente in territori appartenuti a un'antica provincia faunistica del Cambriano medio, nota come Provincia nordatlantica. Tra le specie più note di paradosside, da ricordare Paradoxides gracilis della Boemia.